# Coscinia xanthoptera
Coscinia xanthoptera är en fjärilsart som beskrevs av Charles Oberthür 1911. Coscinia xanthoptera ingår i släktet Coscinia och familjen björnspinnare. Inga underarter finns listade i Catalogue of Life.